# Éric Claude Gaucher

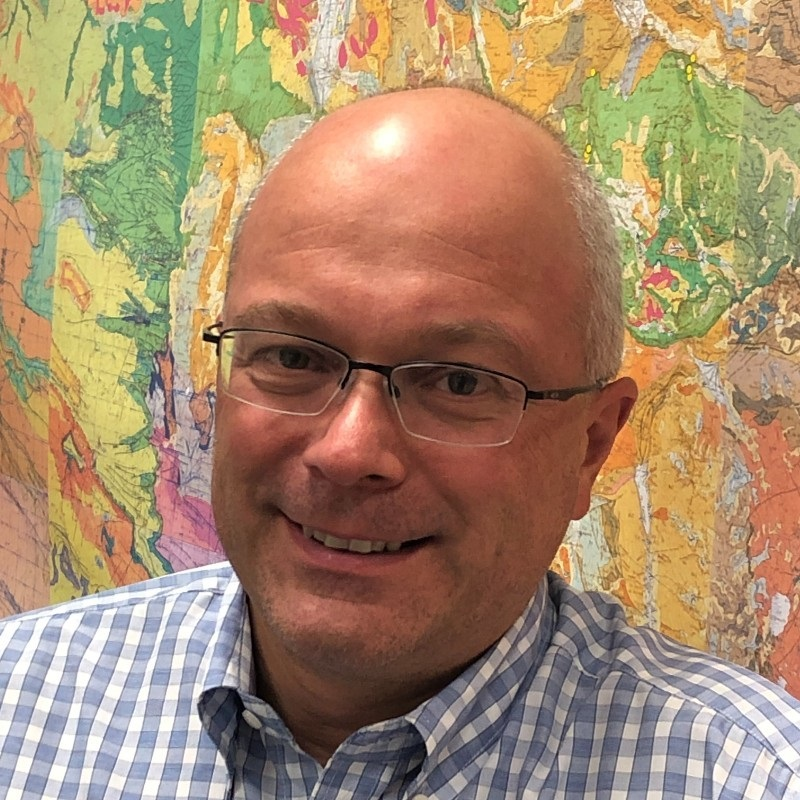
Éric Claude Gaucher

Éric Claude Gaucher (geboren im November 1970) ist ein französischer Geochemiker und Unternehmer, der international für seine Arbeiten über natürlichen Wasserstoff bekannt ist. Sein Spezialgebiet ist die Berechnung von Wasser-Gesteins-Gas-Wechselwirkungen. Seit 2022 leitet er das Unternehmen Lavoisier H2 Geoconsult.

## Biografie

### Ausbildung
1993 erwarb Éric Claude Gaucher einen Master-Abschluss in Geowissenschaften an der École normale supérieure de Lyon (Frankreich). Unter der Leitung von Gil Michard, Professor für Wasserchemie, erwarb Eric C. Gaucher 1998 seinen Doktortitel mit einer Arbeit über die Wechselwirkung von Wasser und Ton für das CEA und die Universität Paris-Diderot.

### Karriere
1998 begann Eric Claude Gaucher seine Karriere beim französische Geologisches Forschungsinstitut (Bureau de recherches géologiques et minières) in Orléans. Dort leitete er eine Forschungseinheit, die unter anderem an der Stabilität von Tonformationen für die Entsorgung radioaktiver Abfälle und der geologischen Speicherung von Kohlenstoffdioxid (CO2) arbeitete.
2012 wechselte er zu Total, wo er sich mit Wasser-Gesteins-Gas-Wechselwirkungen befasste, sowohl kleinräumig in Laborexperimenten aber auch großräumig in geologischen Beckensstrukturen, und dabei experimentelle, Feld- und numerische Modellierungsmethoden anwendete. Seine wichtigsten Forschungsziele waren das Verständnis des Verhaltens von Kohlenstoffdioxid in Sedimenten (z. B. Diagenese, CO2-Speicherung), jetzt untersucht er abiotische Gase (Wasserstoff, Methan) in natürlichen Systemen, die hauptsächlich mit der Serpentinisierung in Verbindung stehen.
2021 wechselte Éric Claude Gaucher als assoziierter Forscher an die Universität Bern in das Forschungsteam „Gesteins-Wasser Interaktion“ am Institut für Geologie. Im Januar 2023 betrug sein h-index auf Google Scholar 38. Bei seiner Suche nach Wirtschaftsgasen in Frankreich beobachtete er auch, wie durch die Oxidation von Sulfid in Schwefelwasserstoff große Karsthöhlen entstehen können.
2022 gründet er die Firma Lavoisier H2 Geoconsult, das sich auf die Suche nach natürlichem Wasserstoff spezialisiert hat. Er leitet dieses Unternehmen als CEO. Sein Unternehmen ist Partner der Explorationslizenz Grand-Rieu von 45–8 Energy in Nouvelle Aquitaine, Frankreich.
Aktuell führt er Forschungsarbeiten durch, mit dem Ziel, das Volumen an nativem Wasserstoff in der Schweiz (insbesondere im Kanton Wallis und in Kanton Graubünden) für eine industrielle Produktion abzuschätzen. Er vergleicht das wirtschaftliche Potenzial von nativem Wasserstoff mit der Förderung von Öl im Untergrund von Titusville, das durch die Bohrung von Edwin Drake im Jahre 1859 entdeckt wurde.
2024 wurde er zusammen mit Olivier Sissmann zum Leiter der Task 49 Natural Hydrogen im Hydrogen Technology Collaboration Program, einem Programm der Internationalen Energieagentur, ernannt.

## Veröffentlichungen
- Eric C. Gaucher, Philippe Blanc: Cement/clay interactions – A review: Experiments, natural analogues, and modeling. In: Waste Management (= Mechanisms and Modeling of Waste/Cement Interactions). Band 26, Nr. 7, Januar 2006, S. 776–788, doi:10.1016/j.wasman.2006.01.027.
- E. C. Gaucher, C. Tournassat, F. J. Pearson, P. Blanc, C. Crouzet, C. Lerouge, S. Altmann: A robust model for pore-water chemistry of clayrock. In: Geochimica et Cosmochimica Acta. Band 73, Nr. 21, November 2009, S. 6470–6487, doi:10.1016/j.gca.2009.07.021.
- F. Osselin, C. Soulaine, C. Fauguerolles, E. C. Gaucher, B. Scaillet, M. Pichavant: Orange hydrogen is the new green. In: Nature Geoscience. Band 15, Nr. 10, Oktober 2022, S. 765–769, doi:10.1038/s41561-022-01043-9.
- Maria Naumenko-Dèzes, Wolfram Kloppmann, Michaela Blessing, Raphaël Bondu, Eric C. Gaucher, Bernhard Mayer: Natural gas of radiolytic origin: An overlooked component of shale gas. In: Proceedings of the National Academy of Sciences. Band 119, Nr. 15, 12. April 2022, doi:10.1073/pnas.2114720119.
- The place of natural hydrogen in the energy transition: A position paper. Juni 2023, doi:10.5281/zenodo.8108239.
- Frank Zwaan , Sascha Brune, Anne C. Glerum , Dylan A. Vasey , John Naliboff , Gianreto Manatschal, Eric C. Gaucher: Rift-inversion orogens are potential hot spots for natural H2 generation. In: Science Advances. 19. Februar 2025, doi:10.1126/sciadv.adr3418.

## Hinweise und Referenzen
1. ↑  Eric C. Gaucher: New Perspectives in the Industrial Exploration for Native Hydrogen. In: Elements. Band 16, Nr. 1, Februar 2020, S. 8–9, doi:10.2138/gselements.16.1.8 (archive.org).
2. ↑  Chantal Srivastava: De potentielles réserves naturelles d'hydrogène vert. (video) In: Radio Canada. 12. März 2023, S. à 01:00, abgerufen am 14. März 2023 (französisch).
3. ↑  Florian Koch: Was ein explodierender Brunnen für die Zukunft der Energie bedeutet. In: Der Standard. 17. März 2023 (derstandard.at [abgerufen am 25. März 2023])..
4. ↑  Dunja: Natürlicher Wasserstoff unter der Erde Batarilo. In: Die Tageszeitung. 18. März 2023 (taz.de [abgerufen am 27. Oktober 2023])..
5. ↑  Publikationen von Eric C. Gaucher bei Google Scholar
6. ↑  Jenessa Duncombe: Searching for the Sculptor of France’s Caves. In: Eos. 104. Jahrgang, 31. März 2023 (englisch, eos.org [abgerufen am 22. April 2023])..
7. ↑  Lavoisier H2 Geoconsult. In: Le Figaro. 17. Mai 2023 (französisch, lefigaro.fr [abgerufen am 9. Juli 2023])..
8. ↑  Jocelyn Rochat: L’hydrogène naturel, l’énergie propre que personne n’attendait. In: Tribune de Genève. 5. Juli 2023 (französisch, tdg.ch [abgerufen am 9. Juli 2023])..
9. ↑  About Us. Abgerufen am 29. Mai 2025 (englisch).
10. ↑  Thibault Seurin: Dans les Pyrénées, cette quête d’« un hydrogène produit gratuitement par la planète ». In: Sud-Ouest. 14. November 2023 (französisch, sudouest.fr [abgerufen am 17. November 2023])..
11. ↑  Luigi Jorio: Die Jagd nach natürlichem Wasserstoff erreicht die Schweiz. In: SwissInfo. 11. Oktober 2023 (swissinfo.ch [abgerufen am 27. Oktober 2023]).
12. ↑  Foued Boukari: La Suisse se lance dans la recherche d'hydrogène naturel dans la roche alpine. In: RTS. 31. Mai 2023 (französisch, rts.ch [abgerufen am 7. Juni 2023]).
13. ↑  Camille Lanci: Des géologues à la recherche d’hydrogène naturel dans les roches valaisannes. In: RTS. 22. Juli 2023 (französisch, rts.ch [abgerufen am 17. August 2023])..
14. ↑  Éric Hand: Hidden hydrogen: Does Earth hold vast stores of a renewable, carbon-free fuel? In: Science. 6633. Auflage. Band 379, Nr. 6633, 17. Februar 2023, S. 630–636, doi:10.1126/science.adh1477.
15. ↑  Task 49: Natural Hydrogen. In: Hydrogen TCP (IEA). Abgerufen am 23. Mai 2024 (englisch): „raise awareness of the state of research and industrial exploration of this new energy source.“
16. ↑  Creation of Task 49 “Natural Hydrogen” – IEA – Hydrogen TCP. In: Lavoisier H2 Geoconsult. 24. April 2024, abgerufen am 23. Mai 2024 (englisch).

| Personendaten    | Personendaten             |
| ---------------- | ------------------------- |
| NAME             | Gaucher, Éric Claude      |
| KURZBESCHREIBUNG | französischer Geochemiker |
| GEBURTSDATUM     | November 1970             |